# Château de Guimarães
Le château de Guimarães (en portugais : Castelo de Guimarães) est un château fort médiéval situé à Guimarães au Portugal. Habité par le premier roi du Portugal : Alphonse Ier (roi de Portugal).

## Description

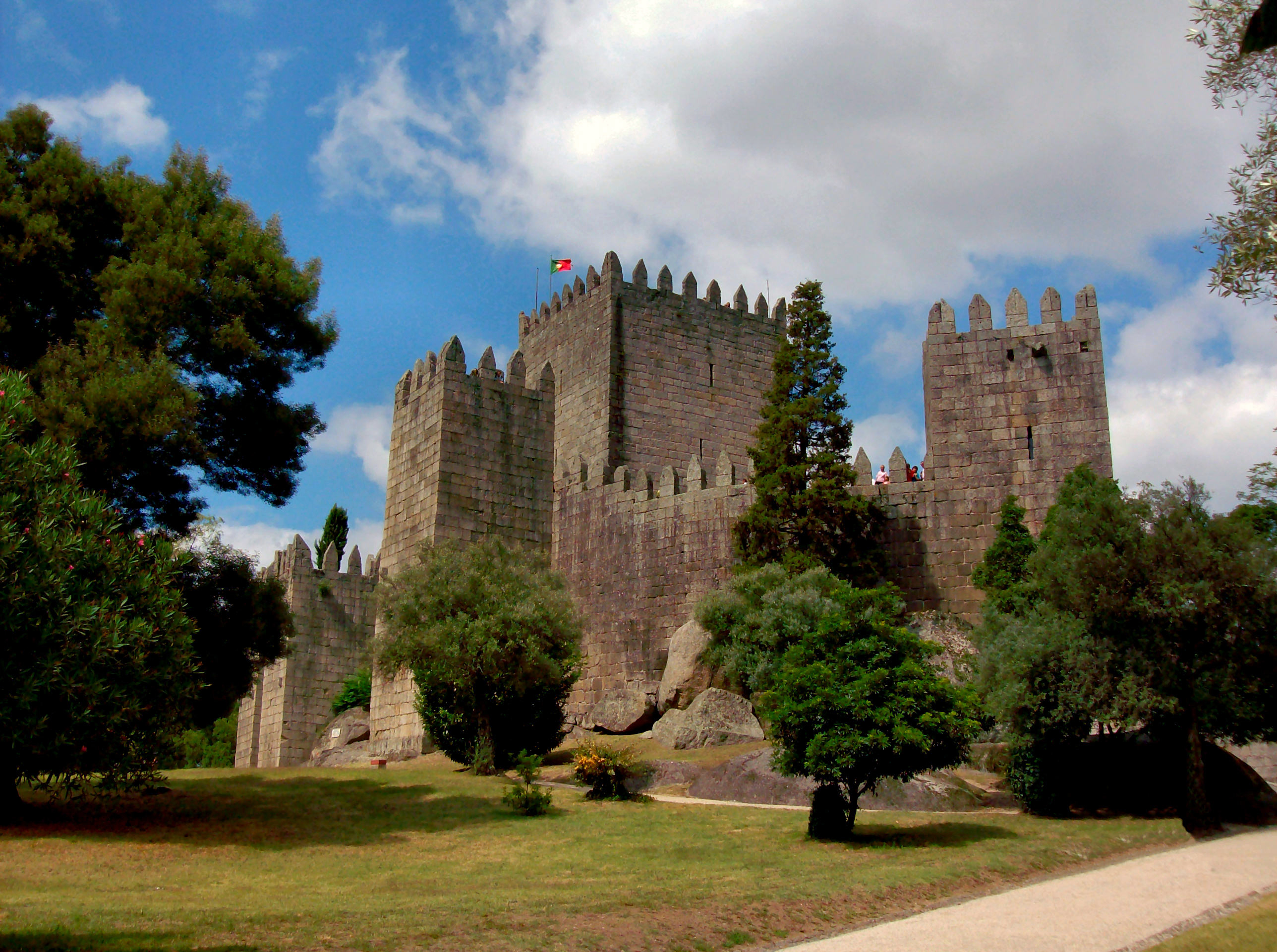
Le château de Guimarães, une des sept merveilles du Portugal. La bataille de São Mamede prit fin ici en 1128.